# Camalotillo, Oaxaca
Camalotillo är en ort i Mexiko.   Den ligger i kommunen Villa de Tututepec de Melchor Ocampo och delstaten Oaxaca, i den sydöstra delen av landet, 400 km söder om huvudstaden Mexico City. Camalotillo ligger 17 meter över havet och antalet invånare är 242.
Terrängen runt Camalotillo är platt åt sydväst, men åt nordost är den kuperad. Runt Camalotillo är det ganska glesbefolkat, med 34 invånare per kvadratkilometer. Närmaste större samhälle är Santa Rosa de Lima, 5,0 km öster om Camalotillo. Omgivningarna runt Camalotillo är en mosaik av jordbruksmark och naturlig växtlighet.